# 维恰拉巴德
维恰拉巴德（Vicarabad），是印度安得拉邦Rangareddi县的一个城镇。总人口42258（2001年）。

## 人口
该地2001年总人口42258人，其中男性21237人，女性21021人；0—6岁人口5447人，其中男2714人，女2733人；识字率64.36%，其中男性为71.82%，女性为56.82%。